# Melodiya
Melodiya (em russo:  Μелодия, tradução: melodia) é uma gravadora russa.